# Partido Federal (Argentina)
El Partido Federal fue un partido político argentino que luchó por establecer un régimen interprovincial que uniera al país. Sus motivos centrales fueron proteger los intereses normativos y económicos de las provincias del interior, muchas veces limitadas por Buenos Aires.
Este bloque surgió en tiempos de la Revolución de Mayo (1810), y tuvo como primer referente al militar uruguayo, José Artigas (1764–1850), fundador de la Unión de los Pueblos Libres (1814–1820), también conocida como «Liga Federal». No obstante, la fallida resistencia de Artigas a la invasión lusobrasileña de Uruguay implicó la desaparición de la «Liga» (1820) en la ocupada Provincia Oriental.
La «Liga» atravesó un vacío de poder hasta el surgir de Manuel Dorrego en 1824, dirigente porteño de la Provincia de Buenos Aires. Tras su ejecución en 1828 –mismo año en que Uruguay logra liberarse de Brasil–, surgiría el fuerte liderazgo del caudillo argentino, Juan Manuel de Rosas, quien, en la práctica, gobernó ese país por 23 años (1829–1852). El fin de su poderío lo marcará el surgimiento del dirigente federalista de Entre Ríos, Justo José de Urquiza, que estuvo en el poder hasta 1860.
Los federales en Argentina estuvieron luchando en contra del Partido Unitario hasta la segunda mitad del siglo XIX por decidir la organización política del país, zanjada en 1861 tras la Batalla de Pavón. Allí el unitario Bartolomé Mitre derrotó a Urquiza. Sin embargo, en 1853, el partido logró dejar legado al influir en la redacción de la Constitución Política Argentina, cuya estructura federal se ha mantenido vigente dentro del plano normativo del país.
El partido siguió existiendo hasta 1874, cuando emergió el Partido Autonomista Nacional, de carácter conservador, el cual consolidó el consenso federal–unitario resultante. Pese a esto, este bando político perdió fuerza tras la derrota militar en Pavón. Este declive se aceleraría luego de que Urquizar perdiera las elecciones presidenciales de 1868 frente al liberal Domingo Faustino Sarmiento.
Hasta hoy, el federalismo argentino se basa en una autonomía relativa dada la fuerte impronta unitaria que legó el triunfo de Mitre, quien no dejó de verse obligado a aceptar la existencia de constituciones sub–nacionales (provinciales) con tal de evitar futuras guerras civiles, las que en Argentina abundaron desde 1814 hasta incluso 1880.

## Historia

### Nacimiento (1811–1828)
El federalismo surge a poco de iniciada la época de la independencia. La Primera Junta invitó a las ciudades y algunas villas del interior del virreinato a enviar diputados que se unirían a la Junta. Al llegar éstos a Buenos Aires, varios de los dirigentes aliados de Mariano Moreno propusieron que los diputados del interior formasen un Congreso legislativo; pero, dado que la Junta gobernaba ya sobre gran parte de las provincias y les habían impuesto nuevos gobiernos sin consulta alguna a sus ciudadanos, los diputados prefirieron tomar parte del gobierno, para evitar ser gobernados exclusivamente por los porteños. El presidente Cornelio Saavedra, enfrentado por varias razones con Moreno, apoyó esa moción y logró que la decisión se tomara en conjunto entre los miembros de la Junta y los diputados: el resultado fue un gobierno formado por miembros elegidos tanto en Buenos Aires como en el interior, la Junta Grande, formada a fines de 1810. Sin embargo, en octubre de 1811, tras hacer responsable al gobierno de varios fracasos notables durante la guerra de independencia, el cabildo de la capital impuso un nuevo gobierno puramente porteño sin consultar a las provincias del interior y poco después expulsó a sus diputados.
Durante los dos años siguientes, los gobiernos porteños ignoraron completamente los derechos de las provincias del interior, les impusieron sus gobiernos, los forzaron al pago de impuestos y les quitaron las fuerzas militares sin consultarlos en absoluto. A principios de 1813 se formó una asamblea constituyente que incluía diputados del interior, pero éstos fueron parcialmente cooptados por la Logia Lautaro, y nuevamente el control pasó a la dirigencia porteña, que expulsó a algunos diputados, eligió por sí misma a otros y rechazó los electos en algunas provincias, por ejemplo los de la Banda Oriental, que fueron reemplazados por otros elegidos bajo la presión de las armas porteñas.
Este último hecho fue el detonante de la rebelión del militar oriental José Artigas, que retiró a sus hombres del sitio de Montevideo y tomó el control de la Provincia Oriental, al mismo tiempo que pequeños caudillos locales tomaban el control de gran parte de la provincia de Entre Ríos. El reclamo básico de los desde entonces llamados «federales» era poder gobernarse a sí mismos sin injerencia de la élite política porteña y tener una representación adecuada en el Poder Legislativo. Sólo más tarde se identificarían con las ideas federales de la constitución de los Estados Unidos de América.
La respuesta del gobierno central fue acusar a quienes se oponían a la hegemonía de Buenos Aires de «anárquicos», y pretender aplastar su resistencia a través de sucesivas invasiones y campañas de represión; a las provincias Oriental y de Entre Ríos se sumaron poco después Corrientes y Santa Fe, que reemplazaron a los gobiernos impuestos por Buenos Aires por otros elegidos por ellos. Las provincias de Entre Ríos, y muy especialmente la de Santa Fe sufrirían invasiones porteñas durante seis años, que causaron la casi completa destrucción de la provincia, lo cual dio una importancia central a los líderes militares, que asumieron el mando político, siendo desde entonces verdaderos caudillos políticos y militares. También Córdoba adhirió durante un tiempo al federalismo, e inclusive hubo efímeras revueltas federales en Santiago del Estero y La Rioja.
Entre 1816 y 1817 el director supremo Juan Martín de Pueyrredón expulsó del país a varios dirigentes opositores porteños, muchos de los cuales terminaron exiliados en los Estados Unidos. Allí adhirieron a las ideas federalistas con que se regía ese país, antes de volver a las Provincias Unidas en 1820, tras la disolución del gobierno central. Entre ellos se destacó Manuel Dorrego, que inicialmente se opuso a los gobiernos sucesores del Directorio y combatió contra el caudillo federal Estanislao López, pero luego se hizo aliado de éste y de varios otros dirigentes federales.
En Buenos Aires, el federalismo no logró imponerse sobre el centralismo porteño, aunque los gauchos del interior provincial fueron sumándose a las filas de los futuros dirigentes federales. Mientras tanto, los federales lograban controlar la mayoría de las provincias del interior, con excepción de algunas en que la lucha contra los unitarios permitió a éstos alternarse en el gobierno por medio de sucesivas revoluciones, como en Mendoza, San Juan, Salta, Tucumán y Catamarca. Una guerra civil en que sobresalió el caudillo riojano Facundo Quiroga dejó casi todo el país en manos federales.
Mientras tanto, en Buenos Aires, los unitarios lograron casi todos sus objetivos, al elegir un presidente de la República y sancionar una constitución de tipo unitaria en 1826. Sin embargo, el fracaso del presidente Bernardino Rivadavia en imponer la constitución en las provincias y en la guerra del Brasil llevó a su renuncia y a la elección del gobernador federal Manuel Dorrego. La Provincia Oriental fue separada del país y pasó a formar el Estado Oriental del Uruguay, independiente tanto de la Argentina como del Brasil.

### La era de Rosas (1829-1852)
La guerra estalló de nuevo a fines de 1828, al regreso de las tropas que habían luchado contra el Brasil a Buenos Aires: el general Juan Lavalle derrocó, derrotó militarmente e hizo fusilar sin juicio previo al gobernador legal Dorrego, mientras que José María Paz invadía la provincia de Córdoba, donde derrotó y derrocó al gobernador federal Juan Bautista Bustos, invadiendo a continuación al resto de las provincias del interior, con las que fundó la Liga del Interior. Se ha especulado con la idea de que, en caso de triunfar, Paz habría hecho sancionar una constitución federal; su alianza permanente con los unitarios de Buenos Aires vierte serias dudas sobre esa suposición. En todo caso, fracasó frente a las provincias firmantes del Pacto Federal y a fines de 1831 todas las provincias del país tenían gobiernos federales.
El sistema que funcionó a partir de 1831, y más claramente a partir de la elección al gobierno de Buenos Aires de Juan Manuel de Rosas fue una serie compleja de alianzas basadas en el Pacto Federal y en la hegemonía de Rosas, que dio al país el nombre de Confederación Argentina. Tres caudillos que podían interponerse en su pretensión de gobernar al país —Quiroga, López y Alejandro Heredia— murieron entre 1835 y 1838, dejando vía libre al gobierno autoritario de Rosas.
Rosas impuso su poder defendiendo simultáneamente los intereses de los estancieros, de los artesanos de Buenos Aires, de los gauchos de las provincias, de los negros libertos y hasta de una parte de los indígenas, a quienes mantenía en paz a través del «negocio pacífico», por el que los proveía de alimentos y otras mercaderías a cambio de la paz y de la alianza contra los indios enemigos.
En lo social, los gobiernos federales se apoyaban en las clases más desfavorecidas y en parte de la clase media, aún cuando varios de los gobernadores pertenecían a las aristocracias locales. En lo económico, el gobierno de Rosas hizo varios esfuerzos en favor del proteccionismo, manejando ese sentido los impuestos internos y de importación. Pero la entrada de gran parte de las mercaderías importadas se hacía por el Río de la Plata; como Buenos Aires forzaba a los buques a anclar en su puerto y pagar impuestos de importación a la provincia, tenía el control económico de toda la Confederación —y Rosas sólo enviaba dinero a las provincias del interior para sus campañas militares.
Con pocas excepciones, la mayor parte de los gobernadores de las provincias del interior le debían su acceso al gobierno. Sin embargo, si esto le daba mucho poder, le hacía acumular enemigos, que se alzaron contra su poder una y otra vez: los Libres del Sur se sublevaron en Buenos Aires en 1839, la Coalición del Norte combatió contra Rosas entre 1840 y 1842, la provincia de Corrientes se sublevó reiteradamente entre 1838 y 1848, y hubo guerras civiles locales en todas las provincias. Incluso el indiscutiblemente federal federal caudillo Ángel Vicente Peñaloza lideró dos campañas contra los aliados del gobernador porteño. Rosas logró sostenerse en el gobierno y derrotarlos a todos -incluyendo a las intervenciones navales de Francia y del Reino Unido y a la Confederación Perú-Boliviana- a la vez que utilizaba esas guerras como excusa para impedir la organización constitucional del país.
En suma, la hegemonía de Rosas había dado lugar a una confederación que causaba casi tantos males a las provincias del interior como el unitarismo, pero ninguna de ellas parecía capaz de vencer por sí sola a Rosas y sus aliados. Ni siquiera las alianzas de varias provincias lo lograron, por lo que terminaron por resignarse al sistema instaurado por el jefe nacional del Partido Federal.

### La Confederación constitucional
Dentro del Partido Federal existían graves disidencias y estas se manifestaron del modo más autodestructivo para tal partido cuando el caudillo federal entrerriano Justo José de Urquiza decidió en 1852 rebelarse contra la hegemonía de Rosas.

## Ideología

Bandera argentina usada en tiempos del Pacto Federal entre 1830 y 1850.

La oposición binaria federalismo versus unitarismo es confusa y excesivamente simplista. Inicialmente el unitarismo fue preconizado por los intelectuales que buscaban la unidad del extenso territorio denominado Cono Sur. Tal unidad era imprescindible para mantener sinérgicamente la lucha contra los realistas hasta aproximadamente fechas tan tardías como 1825; este primer unitarismo estaba inspirado por personalidades como las de Mariano Moreno; sin embargo esa prístina etapa del unitarismo fue aprovechada por las élites para intentar imponer un gobierno centralista que mantuviera subordinadas a las provincias (tal segundo unitarismo es el unitarismo más conocido: el unitarismo, ya degenerado en centralismo, de Carlos de Alvear, Bernardino Rivadavia, Obes y Bartolomé Mitre).
El federalismo era concebido como una forma de organización basada en la asociación voluntaria de las provincias que delegaban algunas de sus atribuciones para constituir el poder central, pero conservaban su autonomía.
Si bien el grupo federal estaba integrado por diversos sectores, la mayoría lo constituían caudillos, pero también intelectuales que se inspiraban en la constitución de los Estados Unidos de América, además de gente de las provincias que se oponían al dominio absolutista porteño (es decir de las élites instaladas en la ciudad de Buenos Aires), y algunos a que la citada ciudad de Buenos Aires fuese capital de todo el extenso país. Los federales defendían las autonomías provinciales: cada provincia debía tener su propio gobierno, constitución, leyes y economía; sin embargo, reconocían la existencia de un gobierno nacional con poder limitado y encargado solamente de algunas cuestiones (por ej. las relaciones exteriores del país).
En el aspecto económico existía una clara división entre el llamado Litoral argentino y el llamado Interior. El Litoral argentino buscaba el libre comercio y la libre navegación de los ríos interiores, oponiéndose al dominio de los mismos por el gobierno de Buenos Aires, mientras que el Interior proponía el proteccionismo económico de sus incipientes producciones económicas.
El caso de la provincia de Corrientes resulta atípico, ya que proponía la libre navegación, combinada con proteccionismo. Y sus gobiernos ideológicamente federales se aliaron repetidamente contra el de Buenos Aires con los jefes militares unitarios.
Los federales rechazaban los ideales del establecimiento de un sistema centralizado que coartara la independencia de las provincias. Tenían un pensamiento tradicionalista, pero defendían los intereses regionales y nacionales. Afirmaban que el sistema federal se adaptaba a las características nacionales, dada la extensión del territorio y sus regionalismos económicos y políticos.
El dicho popular «Dios está en todos lados, pero atiende en Buenos Aires» explica en pocas palabras la estructura de Argentina basada en una capital fuerte, grande y concentradora de los recursos económicos, políticos y humanos del país.

## Simbología

Bandera militar argentina usada por los regimientos federales.

Desde tiempos de José Gervasio Artigas, el color rojo punzó fue el color emblemático del federalismo en Argentina y en Uruguay tras la Batalla de Carpintería. Este significó la sangre derramada en la defensa de la libertad frente a los imperios español, portugués y brasileño (1822–1889), que estuvieron por suprimir la autonomía federal de las provincias argentinas y la de Uruguay.
En 1836, el uso del color rojo se invirtió y los partidarios del Club del Barón revirtieron sus desteñidos ponchos celestes identificándose con el mismo color del forro en el anverso, colorados aliados de los brasileños, y unitarios contra los blancos y federales. 
También adoptó el Partido Federal como emblemática (debido a su intenso color rojo o "colorado") a la flor llamada estrella federal y derivada de esta una estrella roja de ocho puntas llamada también estrella federal. Entre 1832 y 1860 también existió en uso la Divisa punzó.

## Resultados Electorales

### Presidenciales
|  | 2,63 % |

|  | 88,34 % |

|  | 0,97 % |

|  | 0,97 % |

|  | 57,6 % |

|  | 19,84 % |